# Quality Street (slik)
Quality Street er en type slik, der består af blanding individuelt indpakkede karameller og chokolader med forskellig fyld og smag. De bliver produceret af Nestlé. Quality Street blev fremstillet første gang i Halifax i West Yorkshire, England i 1936. Det fik navn efter skuespillet af samme navn skrevet af J. M. Barrie.

## Varianter
Indholdet i Quality Street har ændret sig over årene. I oktober 2017 var der 13 smage i pakkerne, der hver kan kendes på sin form og farven på papiret. De er enten baseret på chokolade eller karamel, og er som følger:
- "The Purple One" mælkechokolade fyldt med hasselnød og karamel (lilla papir)
- Green Triangle hazelnut noisette (grønt papir, trekantet sølvpapir)
- Chocolate Toffee Finger (guldpapir, pind)
- Strawberry Delight (rødt papir, rund)
- Caramel Swirl (gult papir, rund, sølvpapir)
- Milk Choc Block (grønt papir)
- Orange Crunch (orange papir, oktagonal, sølvpapir)
- Orange Creme (orange papir)
- Fudge (pink papir)
- Coconut Eclair (blåt papir)
- Toffee Penny (guldpapir, rund)
- Honeycomb Crunch (gyldent brunt papir)
- Toffee Deluxe (brunt papir)
- Greenie in a Bottle (turkisgrønt papir)